# Рыбин, Юрий Николаевич
Ю́рий Никола́евич Ры́бин (1 марта 1939 — 28 декабря 2021) — заслуженный тренер России по лёгкой атлетике, заслуженный работник физической культуры.

## Биография
Юрий Николаевич Рыбин родился 1 марта 1939 года.
В 1957 году Юрий Рыбин занял 3 место по метанию ядра на Всесоюзной спартакиаде школьников в Риге. Поступил в Омский институт физической культуры. Занимался у мастера спорта Бориса Ивановича Петриченко легкоатлетическим десятиборьем. В 1964 году переехал в Иркутск и стал заниматься такими видами спорта, как толкание ядра, тяжелоатлетическим троеборьем и метанием диска. После завершения профессиональной карьеры стал заниматься тренерской работой. В середине 1970-х годов повышал квалификацию в Московском государственном институте физкультуры. Основал вместе с Игорем Бражником школу легкоатлетов-силовиков в Иркутске.
Получив высшее профессиональное образование в 1964 году, окончив Омский институт физической культуры, приступил к работе преподавателем по физическому воспитанию в учебных заведениях г. Иркутска. Работал заместителем директора по физическому воспитанию в техникуме советской торговли (1972-1975гг), в техникуме физической культуры с 1975 по 1977 год. В 1976 годов прошел курсы повышения квалификации в Московском государственном институте физкультуры и понял значимость спортивного достижения.
В 1977 году Юрий Николаевич перевелся на тренерскую должность в ДСО «Спартак», где была и создана экспериментальная группа метателей. Большую работу проделал Рыбин Ю. Н. в становлении школы иркутских метателей. Иркутские метатели добились высоких спортивны результатов и не раз становились чемпионами и призерами СССР и России, чемпионами и призерами зональных соревнований по легкой атлетике. Пришлось преодолевать неверие в достижениях, поражения в соревнованиях, доказывать свои знания и реализовывать уровень притязаний. Работал со спортсменами различных видов спорта — легкой атлетики, тяжелой атлетики, пауэрлифтинга, волейболу, баскетболу и бобслею.
```
Юрий Николаевич — первый тренер в Иркутской области, достигший больших результатов в адаптивном спорте. Благодаря его тренерской настойчивости и мастерству сумел разглядеть в молодом спортсмене, Сергее Ходакове, будущего чемпиона. Под руководством тренера Рыбина Сергей Ходаков добился выдающихся результатов.
```

Достижения его учеников: (легкая атлетика — толкание ядра, метание диска)
Ходаков Сергей — заслуженный мастер спорта по легкой атлетике, почетный гражданин Иркутской области; признан лучшим спортсменом столетия в 2000г; кавалер ордена Дружбы; 2х кратный Паралимпийский чемпион (Барселона 1992г, Атланта 1996г); чемпион мира (Берлин 1994г); чемпион Европы (Дублин 1993г, Валенсия 1995, Сан-Ремо 1997г), 60-ти кратный чемпион России (ядро, диск, копье); знаменосец сборной России 1992-2000 г.
Пальчиков Игорь — мастер спорта международного класса; 8-ми кратный чемпион России по легкой атлетике; чемпион СССР среди юниоров (1979г); неоднократный победитель Кубка РСФСР; чемпион России по легкой атлетике среди молодежи.
Любославский Антон — мастер спорта международного класса - олимпиец Пекин 2008г; чемпион Европы среди молодежи (Эрфурт 2005г); серебряный призер чемпионата Европы среди юниоров (Темпере 2003г), бронзовый призер Универсиады (Измир 2005г); победитель международного старта «Вызов Москвы» (Москва 2007г); победитель Мемориала Знаменских (Казань 2005г); участник чемпионатов мира по легкой атлетике (Хельсинки 2005г, Москва 2006г, Осака 2007г,), участник чемпионата Европы по легкой атлетике (Турин 2009г — 4 место); неоднократный победитель и призер международных соревнований, 8-ми кратный чемпион России по легкой атлетике.
Бельков Сергей — мастер спорта — 7-ми кратный призер Чемпионатов России, чемпион и призер зональных соревнованиях Сибири и Дальнего Востока по легкой атлетике.
Дамдинова Ульяна — мастер спорта — чемпионка и призер чемпионатов РСФСР, зональных соревнованиях Сибири и Дальнего Востока по легкой атлетике.
Рыбина (Давидюк) Лидия — мастер спорта — чемпионка России 1982г, призер чемпионатов России по легкой атлетике, участник международный встреч, чемпионка и призер зональных соревнованиях Сибири и Дальнего Востока по легкой атлетике.
Пластинина Елена — мастер спорта — чемпионка молодежного первенства России по легкой атлетике, призер первенства СССР среди молодежи, чемпионка и призер зональных соревнованиях Сибири и Дальнего Востока по легкой атлетике.
Любославский Никита — мастер спорта — чемпион России среди юниоров, призер первенства России среди молодежи, чемпион и призер Сибирского федерального округа по легкой атлетике.
Олифиренко Александр - мастер спорта — многократный призер чемпионатов России по легкой атлетике.
Водов Денис — мастер спорта международного класса (бобслей). Призер Кубка Европы (бобслей)
Чудинов Сергей — мастер спорта (бобслей), чемпион России. Главный тренер сборной России по санному спорту с 2016г
Кох Роман — мастер спорта (бобслей), чемпион России.
Под руководством Рыбина и заслуженного тренера России Бражника Игоря Ивановича тренировались:
Дашиндэв Махашири (Монголия) — заслуженный спортсмен Монголии, олимпиец Анланты 1996г; участник чемпионатов мира по легкой атлетике 1993г, 1995г, 1997г,; победитель Азиатских игр в Сеуле 1996г и призер Азиатских игр (Джакарта 1995г, Фукуока 1997г, Бангкок 1998г).
Чумаченко Павел — мастер спорта международного класса (легкая атлетика) — участник Олимпийский игр (Сидней 2000г, Афины 2004г); участник чемпионатов Мира по легкой атлетике (Париж 1997г, Маебаше 1999г, Лиссабон 2001г, Эдмонтон 2001г, Бирмингем 2003г, Париж 2003г,), серебряный призер Кубка Европы (Генуя 1998г, Бремен 2001г), бронзовый призер Кубка Европы (Флоренция 2003г), бронзовый призер чемпионата Европы (Вене 2002г); многократный победитель и призер международных соревнований по легкой атлетике, 9-ти кратный чемпион России.
Пальчиков Евгений — мастер спорта международного класса (легкая атлетика) Участник олимпийских игр -Атланта 96, участник чемпионатов мира: Штутгарт 93, (4место), Барселона 95г, Рим 95. Участник чемпионата Европы: Бирмингейм 87, Париж 94 Многократный победитель и призер международных стартов. Семикратный чемпион России.
Лисенкова Лидия — мастер спорта, (легкая атлетика), призер чемпионата России по легкой атлетике
Работая с командой волейболистов «Динамо» Иркутск, тренером по скоростно-силовой подготовке, помог ребятам стать чемпионами России 1989.
Кандидаты в мастера спорта: Алферов Владимир, Гришанов Владимир, Блинов Владимир, Донцова Светлана, Медведева Анна, Бахман Людмила, Мартиросян Армен, Лазарев Сергей, Зарифуллов Максим, Массальская Дарья, Волков Антон, Соловьев Владислав, Тараканов Иван, Матвеев Сергей, Сизых Никита, Тарасенко (Луданова) Дарья, Сафонов Андрей, Силин Леонид, Сергеев Андрей, Павловец Антон, Рябухин Александр, Белугин Максим, Лазарев Евгений. Все, кто занимался под руководством Юрия Николаевича нашли свое место в жизни, стали хорошими специалистами.
Рыбин Юрий Николаевич — человек высокообразованный, профессионал своего дела, высококлассный специалист. Обладал феноменальными знаниями как теории спорта, так и истории легкой атлетики. Вел учет всех достижений спортсменов — метателей Иркутской области. Знал и в любой момент мог назвать результаты спортсменов-метателей с 1896 года.
```
Юрий Николаевич имел такие свойствами характера, как решительность, целеустремленность, настойчивость, упорство, умением увлечь спортсмена для достижения высоких спортивных результатов. Убежденность в большой значимости спорта в жизни общества и любого человека, а также умение убеждать, дало ему право вести большую работу в популяризации легкой атлетики.
```

Супруга — Лидия Николаевна.
Скончался 28 декабря 2021 года.

## Награды и звания
- Медаль ордена «За заслуги перед Отечеством» II степени (2012)
- медаль «Ветеран труда» (1989г),
- почетный знак за заслуги в развитии физической культуры и спорта (1998)
- Почётное звание «Заслуженного работника физической культуры Иркутской области» (20120
- памятная медаль республики Монголии за подготовку участника олимпийских игр Дашиндэв Махашири (2018г),
- знак отличия «За заслуги перед Иркутской областью» (2019)